# Lubań Śląski
Lubań Śląski – stacja kolejowa w Lubaniu, w województwie dolnośląskim, w Polsce. Według klasyfikacji PKP ma kategorię dworca lokalnego. 

## Ruch pasażerski
| Rok  | Wymiana pasażerska na dobę |
| ---- | -------------------------- |
| 2017 | 700-999                    |
| 2022 | 700-999                    |

## Historia
W latach 60. XIX wieku wzrastało zapotrzebowanie na wydobywany na Śląsku węgiel kamienny. W 1862 Sejm Prus podjął uchwałę o przyznaniu środków na rzecz budowy Śląskiej Kolei Górskiej (Schlesische Gebirgsbahn). Rozpoczęcie budowy miało miejsce 13 sierpnia 1863, kiedy dokonano pierwszego wkopu łopaty na trasie Węgliniec – Lubań (w okolicach dzisiejszego przejazdu kolejowo-drogowego w ciągu ul. Tkackiej). Po trwającej dwa lata budowie w dniu 18 września 1865 dokonano odbioru trasy kolejowej z Węglińca do Rybnicy k. Jeleniej Góry wraz z odgałęzieniem Zgorzelec – Lubań. Odbioru inwestycji dokonał minister handlu – hrabia von Itzenplitz. Dwa dni później dokonano poświęcenia i oficjalnego otwarcia trasy.
Gmach dworca zaprojektował architekt Hermann Cuno. Cegła do jego budowy pochodziła z lokalnych zakładów ceramicznych Alberta Augustina, który kierował budową dworca. Dworzec składał się z dwóch skrzydeł – północnego i południowego – połączonych łącznikiem. W północnym skrzydle znajdowało się główne wejście. Wyjście na dwa perony ulokowano w łączniku po obu stronach. Budynek mieścił restaurację, bufet, hol i kasy biletowe. Była tam też kasa bagażowa, pomieszczenie telegrafu, poczekalnia dla kobiet, dla podróżnych klasy I i II oraz dla podróżnych klasy III i IV. W pewnym oddaleniu od dworca ulokowano toalety.
W latach 20. XX wieku linie wychodzące z Lubania zostały zelektryfikowane (w 1922 w kierunku Jeleniej Góry, w 1923 w kierunku Zgorzelca i w 1928 w kierunku Węglińca i Leśnej). W Lubaniu już od 1917 roku istniała podstacja trakcyjna. Wraz z zasilaniem linii do Leśnej zaraz po zakończeniu działań II wojny światowej uruchomili ją pozostali na miejscu kolejarze niemieccy. Departament Elektryczny Ministerstwa Komunikacji w Warszawie przygotowywał wznowienie ruchu pociągów elektrycznych, delegując w lipcu 1945 roku na teren tworzonej Dyrekcji Okręgowych Kolei Państwowych we Wrocławiu 22 specjalistów trakcji elektrycznej (dla obsadzenia stanowisk kierowniczych) oraz 15 maszynistów. Pod nadzorem delegatów PKP uruchomiono również sieć elektryczną na odcinku Jelenia Góra – Lubań oraz liniach wychodzących z Jeleniej Góry do Karpacza i Szklarskiej Poręby. Naprawę sieci między Lubaniem a Zgorzelcem przerwano na kilka tygodni przed potencjalnym zakończeniem. W Moskwie doszło do podpisania datowanego na 8 lipca 1945 roku porozumienia między rządami Polski i Związku Socjalistycznych Republik Radzieckich, na mocy którego system kolei elektrycznych w Sudetach został uznany za radziecką zdobycz wojenną i przeznaczony do demontażu i wywiezienia do ZSRR. Urządzenia, których Sowieci przez 3 tygodnie planowego demontażu nie byli w stanie zabrać, decyzją Ministerstwa Komunikacji zdemontowano i przekazano do użycia wtórnego na liniach kolejowych i tramwajowych (resztki drutu trakcyjnego oraz liczne słupy szlakowe). Departament Elektrotechniczny Ministerstwa Komunikacji, mając na względzie górski charakter linii, apelował o natychmiastowe, ponowne zelektryfikowanie szlaków polskim systemem prądu stałego o napięciu 3000 V. Trudna sytuacja gospodarcza Polski sprawiła, że reelektryfikację głównych szlaków (odcinki Wrocław – Jelenia Góra, następnie Jelenia Góra – Węgliniec i Jelenia Góra – Szklarska Poręba) przeprowadzono odpowiednio u schyłku lat sześćdziesiątych i w połowie lat 80. XX wieku.

## Połączenia z Lubania Śląskiego
Połączenia pasażerskie w latach 1950-2000
| Okres     | Stacja docelowa | Liczba połączeń  | Źródło                      |
| --------- | --- | ---------------- | --------------------------- |
| 1950/51   | Węgliniec Gryfów Śląski Jelenia Góra Zach. Zgorzelec Ujazd Legnica Lubsko Żagań Ostrów Wielkopolski Warszawa                                                                                    | 9 6 4 3 2 1      | [ 7 ] [ 8 ] [ 9 ]           |
| 1956/57   | Gryfów Śląski Węgliniec Mikułowa Jelenia Góra Zgorzelec Ujazd Leśna Turoszów Mirsk Lubsko Warszawa Gł.                                                                                          | 9 8 5 4 3 1      | [ 10 ] [ 11 ] [ 12 ] [ 13 ] |
| 1966/67   | Węgliniec Gryfów Śląski Mikułowa Jelenia Góra Zgorzelec Turoszów Leśna Lubsko Żagań Mirsk | 9 7 5 4 3 1      | [ 14 ] [ 15 ] [ 16 ] [ 17 ] |
| 1975/76   | Gryfów Śląski Jelenia Góra Węgliniec Zgorzelec Leśna Turoszów Katowice Lipsk Kraków Gł. Drezno Warszawa Berlin Paryż Frankfurt nad Menem Lubsko Żary Kłodzko Karpacz Mirsk Eisenach Reichenbach | 11 9 8 7 6 3 2 1 | [ 18 ] [ 19 ] [ 20 ] [ 21 ] |
| 1980/81   | Gryfów Śląski Jelenia Góra Węgliniec Zgorzelec Görlitz Leśna Turoszów Katowice Drezno Kraków Warszawa Lipsk Żary Lubsko Berlin Paryż Frankfurt nad Menem Mirsk Karpacz                          | 11 10 8 4 3 2 1  | [ 22 ] [ 23 ] [ 24 ] [ 25 ] |
| 1985/86   | Gryfów Śląski Jelenia Góra Zgorzelec Turoszów Leśna Katowice Görlitz Warszawa Kraków Lubsko Berlin Frankfurt nad Menem                                                                          | 10 8 7 3 2 1     | [ 26 ] [ 27 ] [ 28 ] [ 29 ] |
| 1990/91   | Węgliniec Gryfów Śląski Jelenia Góra Zgorzelec Bogatynia Leśna Katowice Warszawa Szczecin Lipsk Świeradów Zdrój                                                                                 | 14 11 7 4 2 1    | [ 30 ] [ 31 ] [ 32 ] [ 33 ] |
| 1996/97   | Węgliniec Jelenia Góra Zgorzelec Bogatynia Zielona Góra Szczecin | 11 10 2 1        | [ 34 ] [ 35 ] [ 36 ]        |
| 1999/2000 | Węgliniec Jelenia Góra Zgorzelec Bogatynia Szczecin Główny Zielona Góra | 12 10 2 1        | [ 37 ] [ 38 ] [ 39 ]        |

Połączenia ze stacji w kwietniu 2019:
- Białystok
- Jelenia Góra
- Görlitz
- Wałbrzych Główny
- Węgliniec
- Wrocław Główny

## Infrastruktura

### Linie kolejowe
- 274 Jelenia Góra – Zgorzelec
- 279 Węgliniec – Lubań
- 337 Lubań – Leśna (linia towarowa)

### Perony
Na stacji znajduje się 5 peronów.
| Lp.      | 1 peron                | 2 peron                | 3 peron    | 4 peron                | 5 peron                |
| -------- | ---------------------- | ---------------------- | ---------- | ---------------------- | ---------------------- |
| Kierunek | Zgorzelec Jelenia góra | Zgorzelec Jelenia góra | Leśna      | Węgliniec Jelenia Góra | Węgliniec Jelenia Góra |
| Stan     | Używany                | Używany                | Nieużywany | Używany                | Używany                |

### Inne obiekty
- wieża wodna
- plac załadunkowy
- 3 nastawnie: Lb, Lb1, Lb2
- waga wagonowa
- skrajnik
- garaże drezyn